# 千手院 (台東区)
千手院（せんじゅいん）は、東京都台東区にある真言宗豊山派の寺院。

## 歴史
文禄4年（1595年）、快実和尚によって開山された。元々は現在の御徒町付近に位置していたが、1696年（元禄9年）に現在地に移転した。江戸時代は度々火災に遭ったりしているが、幸いにも関東大震災や空襲の被害は軽微で済んでいる。

## 仏像
所蔵の仏像には、次のようなものがある。
- 千手千眼観世音菩薩（本尊）

脇侍として弘法大師空海や興教大師覚鑁が控えている。
- 五智如来
- 地蔵菩薩
- 如意輪観世音菩薩
- 幸福地蔵尊
- 六面地蔵尊

## 交通アクセス
- 入谷駅より徒歩5分。